# Цирконат натрия
Цирконат натрия — неорганическое соединение,
соль натрия и циркониевой кислоты с формулой Na2ZrO3,
кристаллы.

## Получение
- Спекание диоксида циркония и карбоната натрия:

{\displaystyle {\mathsf {Na_{2}CO_{3}+ZrO_{2}\ {\xrightarrow {800^{o}C}}\ Na_{2}ZrO_{3}+CO_{2}\uparrow }}}

## Физические свойства
Цирконат натрия образует кристаллы
моноклинной сингонии,

параметры ячейки a = 0,560 нм, b = 0,970 нм, c = 3,275 нм, β = 99,7°, Z = 32.

## Применение
- Промежуточный продукт в производстве циркония.